# صنعت معدن ارمنستان

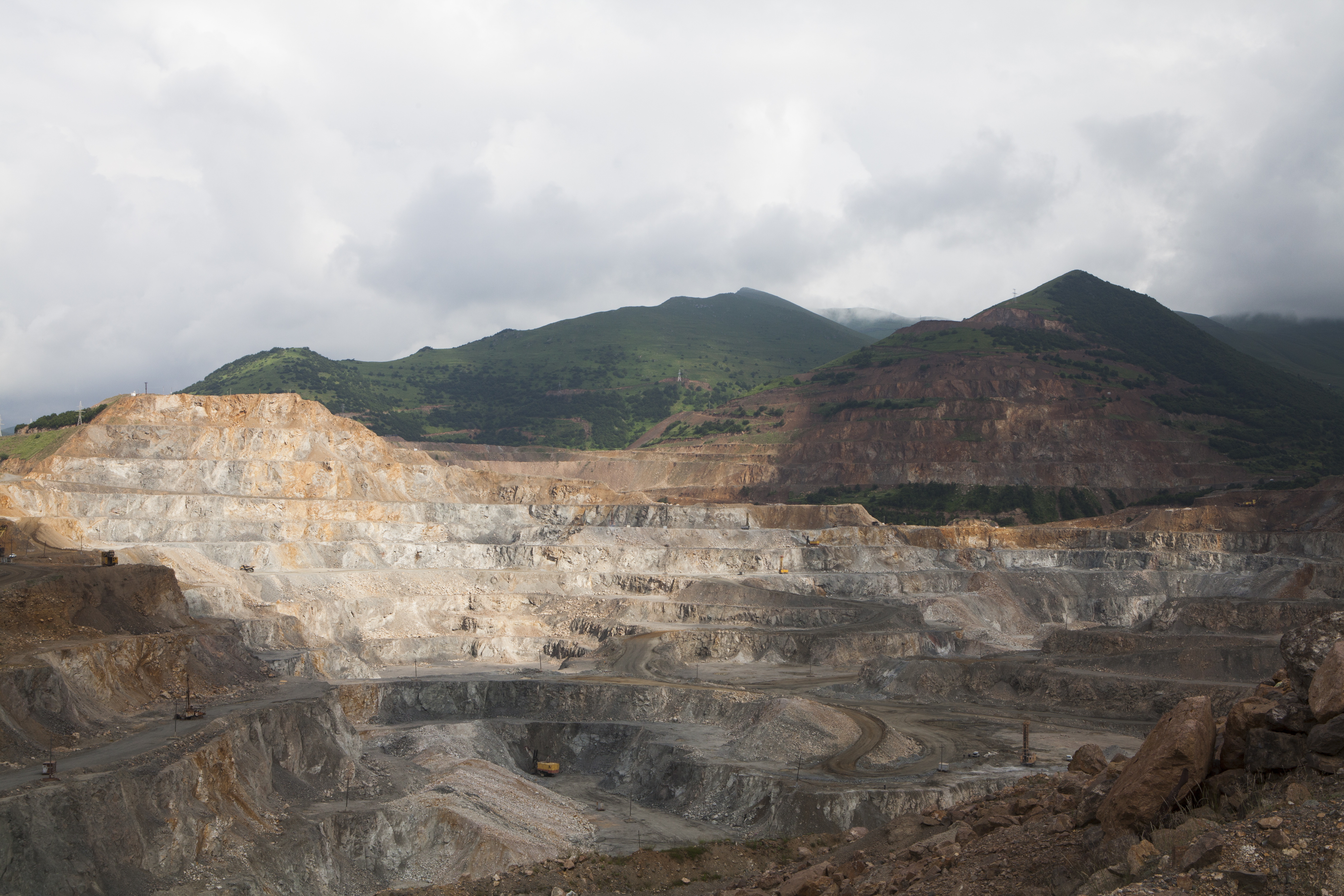
بزرگ‌ترین معدن ارمنستان، معدن مس-مولیبدن کاجاران در جنوب ارمنستان توسط شرکت مس و مولیبدن زنگزور اداره می‌شود و تا سال ۲۰۱۸، ۷۵ درصد آن متعلق به شرکت آلمانی CRONIMET بود.

صنعت معدن ارمنستان (انگلیسی: Mineral industry of Armenia) یکی از بخش‌های اصلی اقتصاد ارمنستان است و در سال ۲۰۱۷ ۳۰٫۱ درصد از صادرات آن را به خود اختصاص داده است.
ارمنستان یکی از تولیدکنندگان عمده مولیبدن است که در برخی از انواع فولاد با کیفیت بالا و آلیاژهای دیگر استفاده می‌شود. مجتمع مس-مولیبدن زنگزور دارای ذخایر زیادی مولیبدن است که در کانسار کاجاران متمرکز شده است. علاوه بر مولیبدن، ارمنستان دارای ذخایر قابل توجهی از مس و طلا است. ذخایر کوچکتر شامل سرب، نقره و روی هستند و ذخایر معدنی صنعتی از جمله بازالت، خاک دیاتومه، گرانیت، گچ، سنگ آهک و پرلیت را شامل می‌شود.

## معدن‌های ارمنستان
بر اساس گزارش آژانس توسعه ارمنستان، ارمنستان دارای بیش از ۶۷۰ معدن ساختمانی و مواد معدنی است که ۳۰ معدن فلزات اساسی و فلزات گرانبها را شامل می‌شود. در بین این معادن حدود ۴۰۰ معدن شامل ۲۲ معدن فلزات اساسی، فلزات رنگین و فلزات گرانبها در حال حاضر در حال بهره‌برداری است.
در میان ذخایر فلزات اساسی و فلزات گرانبها، ۷ معدن مس-مولیبدن، ۳ معدن مس، ۱۳ معدن طلا و چند فلز طلا، ۲ معدن پلی فلز و ۲ معدن سنگ آهن وجود دارد.
علاوه بر آن معادنی که در فهرست دولتی منابع معدنی ثبت شده است، ۱۱۵ ذخایر دیگر از ذخایر مختلف کشف شده است.

## تولید

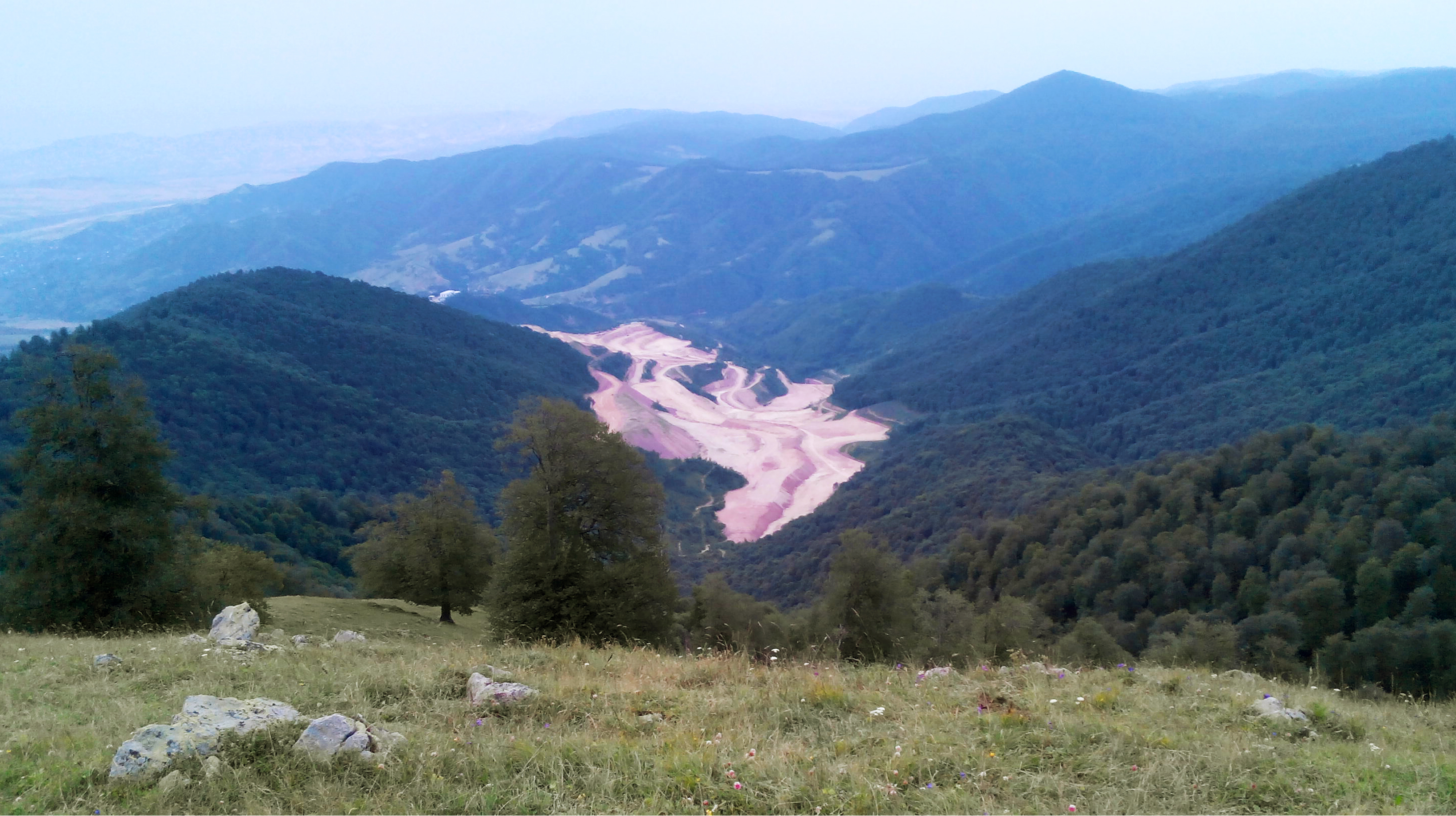
معدن تغوت (که در دسامبر ۲۰۱۴ افتتاح شد) حاوی ذخایر مس و مولیبدن به ارزش بیش از ۱۵ میلیارد دلار است و بیش از ۳۵۰ هکتار از اراضی جنگلی کمی باقیمانده ارمنستان را تخریب کرده است. اپراتور این معدن، گروه والکس، تنها حدود ۱۰ درصد از درآمد را به عنوان مالیات پرداخت خواهد کرد.

در سال ۲۰۱۷، تولید صنعت معدن با ۱۴٫۲ درصد رشد به ۱۷۲ میلیارد درام با قیمت‌های فعلی رسید و ۳٫۱ درصد از تولید ناخالص داخلی ارمنستان را تشکیل داد. علیرغم بحران اقتصادی جهانی در سال ۲۰۰۸، تولید و درآمدهای معدنی در سال ۲۰۰۹ به‌طور چشمگیری افزایش یافت، زیرا قیمت‌های جهانی مس، طلا و سایر فلزات پایه افزایش یافت.
در سال ۲۰۰۵، هفده شرکت معدنی و متالورژی در ارمنستان فعال بودند؛ بزرگ‌ترین شرکت‌ها سنگ مس و مولیبدن را استخراج می‌کردند یا طلا را از باطله‌ها استخراج می‌نمودند. این کشور همچنین ورق آلومینیومی تولید می‌کند که بر اساس مواد اولیه وارداتی از روسیه است و صنعتی برای برش الماس با استفاده از مواد اولیه وارداتی دارد. ارمنستان تقریباً هیچ تولید داخلی سوخت ندارد و برای تأمین برق خود به نیروگاه هسته‌ای متسامور و همچنین نیروگاه‌های برق آبی تکیه دارد. این کشور سوخت مورد نیاز برای نیروگاه هسته‌ای خود و گاز طبیعی را از روسیه وارد می‌کند.
ارزش تولید مواد معدنی در سال ۲۰۰۵ بالغ بر ۱۸۰ میلیون دلار یا حدود ۵ درصد از تولید ناخالص داخلی (GDP) بود. معدن و متالورژی غیر آهنی ۵۵ درصد از ارزش تولیدات صنعتی را به خود اختصاص داده است. بخش معدنی ۱۱ درصد از ارزش موجودی سرمایه کشور را به خود اختصاص داده است.
در سال ۲۰۰۵، در مجموع، حجم سنگ معدن فلزی استخراج شده کاهش یافت، اگرچه تولید سنگ معدن غیرفلزی افزایش یافت. حجم تولید در هر دو بخش متالورژی آهنی و غیر آهنی در مقایسه با تولید در سال ۲۰۰۴ افزایش یافته است. حجم تولید تک کالاهای معدنی با توجه به تولید در سال ۲۰۰۴ بسته به کالا متفاوت است.

## تجارت خارجی
در سال ۲۰۱۷، صادرات محصولات معدنی (بدون احتساب فلزات گرانبها و سنگ‌ها) به میزان ۴۶٫۹٪ افزایش یافت و به ۶۹۲ میلیون دلار رسید که معادل ۳۰٫۱٪ از کل صادرات بود. از نظر ارزش، الماس‌های برش‌خورده اصلی‌ترین کالای معدنی صادراتی کشور بودند و پس از آن مس و سنگ معدن‌ها و سرباره‌ها قرار داشتند که در میان آن‌ها سنگ‌های معدن مولیبدن و کنسانتره‌های آن بیشترین ارزش را داشتند. این کشور صادرات قابل توجهی از آهن و فولاد داشت که عمدتاً یا به‌عنوان حمل‌ونقل مجدد یا ضایعات بودند، چرا که ارمنستان صنعت فولاد داخلی نداشت.